# Hound Dog II
Pour les articles homonymes, voir Lockheed JetStar et Hound Dog.
Dimensions
Le Hound Dog II est un jet privé Lockheed JetStar de 1960, immatriculé N777EP, célèbre pour avoir appartenu à Elvis Presley de 1975 à sa disparation en 1977.

## Historique
Elvis Presley acquiert en 1975 un premier avion de ligne Convair 880 de 1959, de 96 places, ayant appartenu à la compagnie Delta Air Lines. Il le fait réaménager et personnaliser pour assurer les trajets entre les concerts de ses tournées et le baptise « Convair 880 Lisa Marie Hound Dog I » d'après son tube Hound Dog de 1956 et en l'honneur de sa fille Lisa Marie Presley, ou encore « Flying Graceland ».

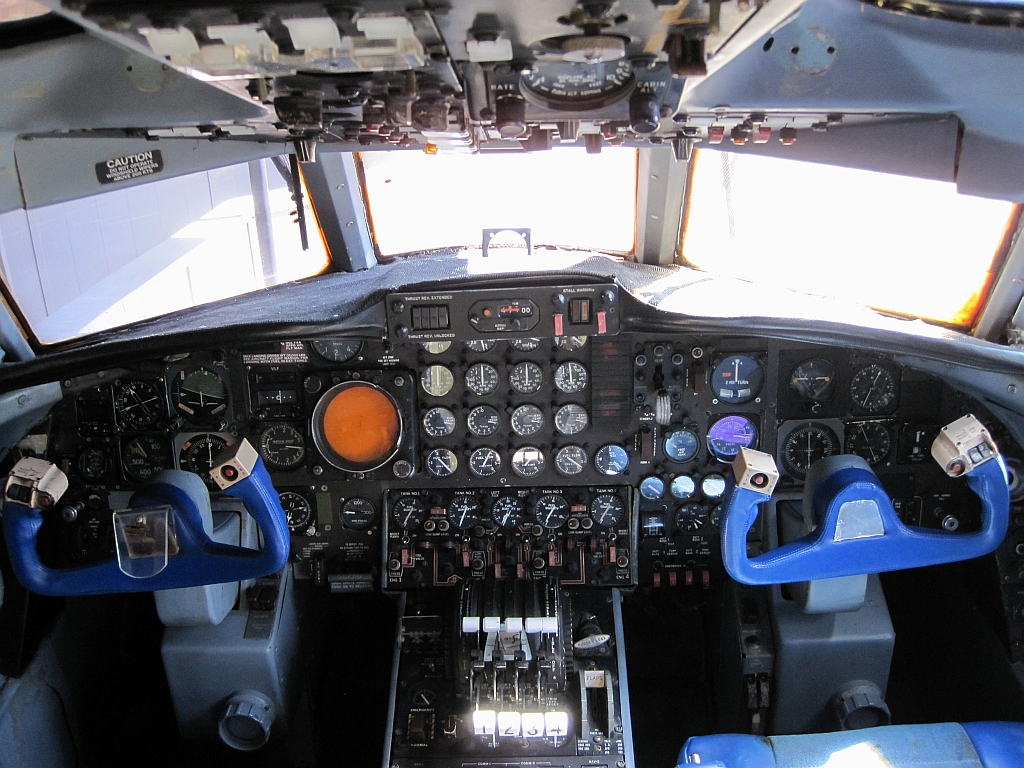
Cockpit
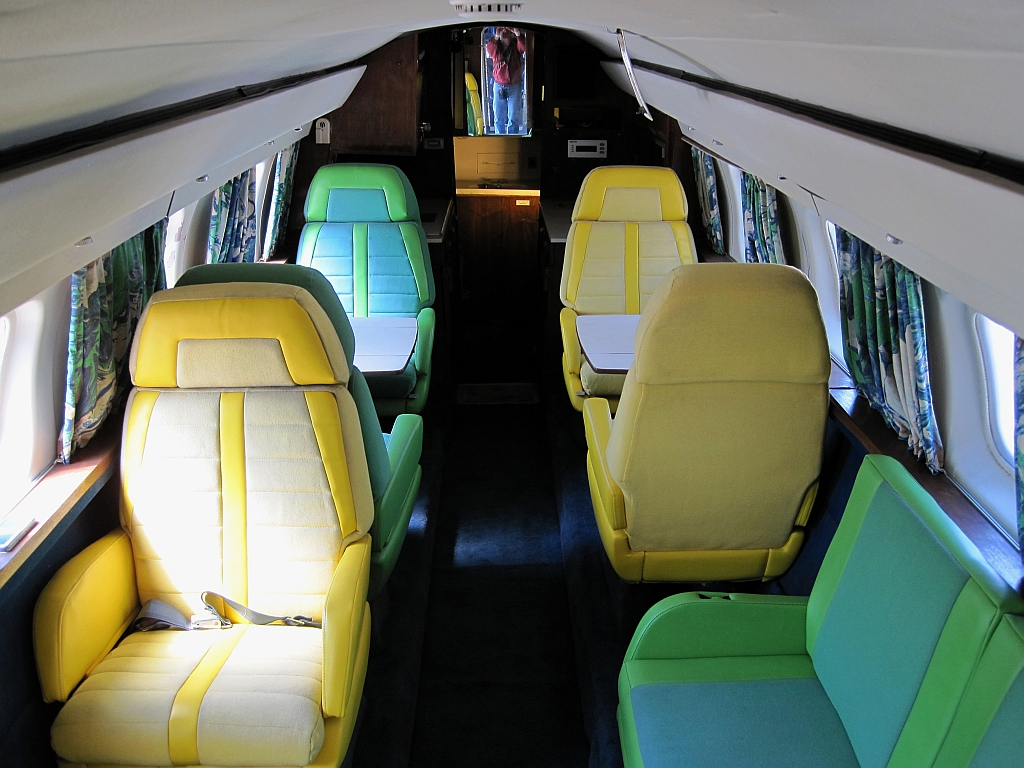
Sièges passagers
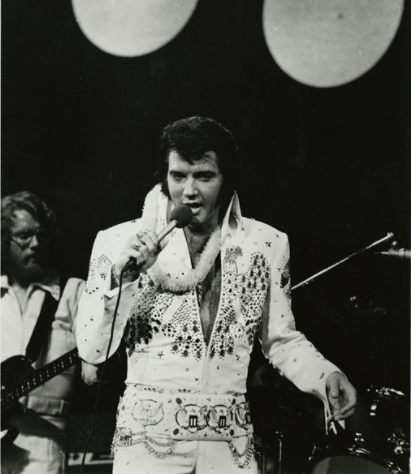
Elvis Presley en 1973

Elvis Presley acquiert cette même année ce second jet privé Lockheed JetStar de 1960, immatriculé N777EP, qu'il surnomme « Hound Dog II » (puis un second de 1962, du même modèle, immatriculé N440RM en 1976).

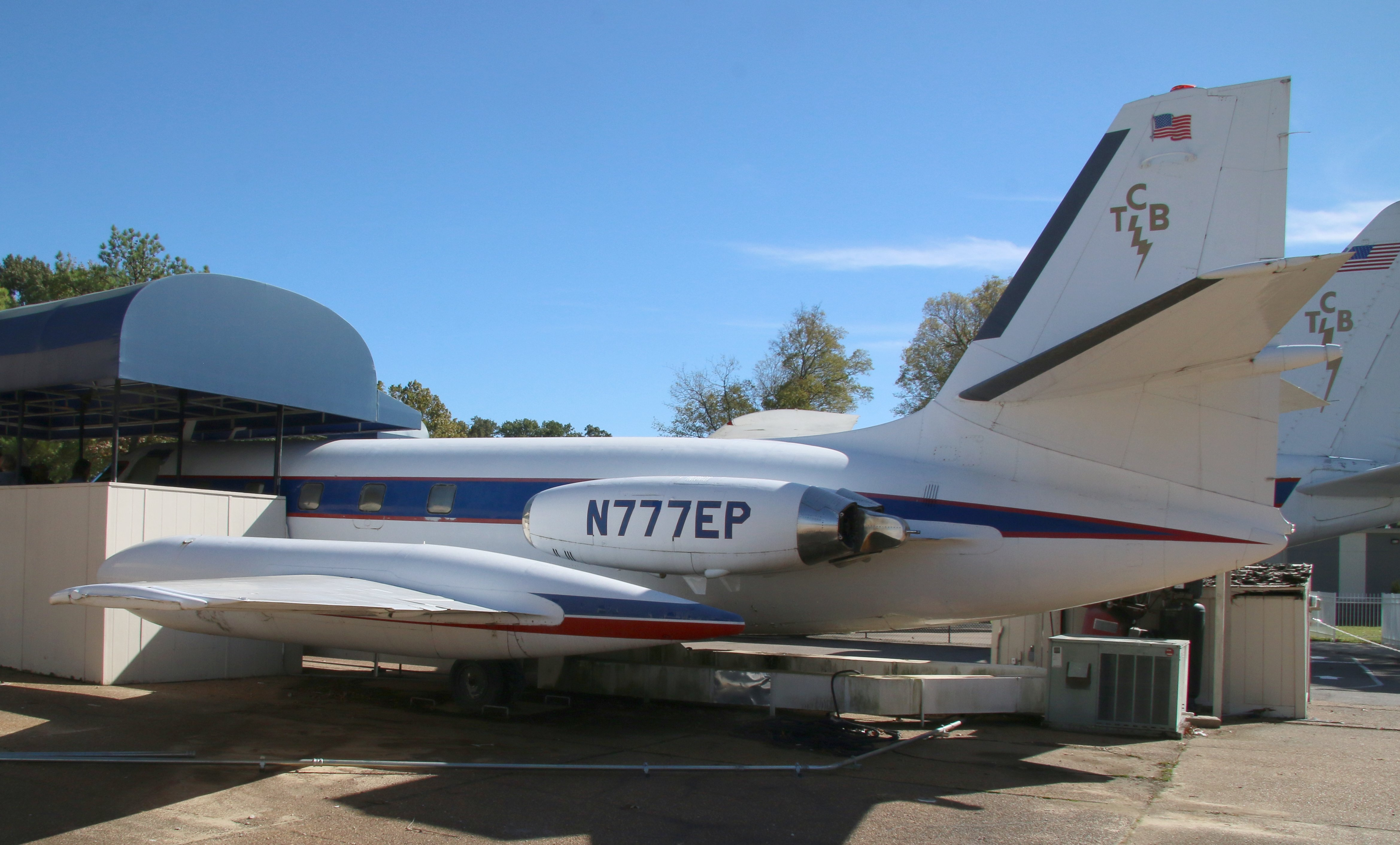
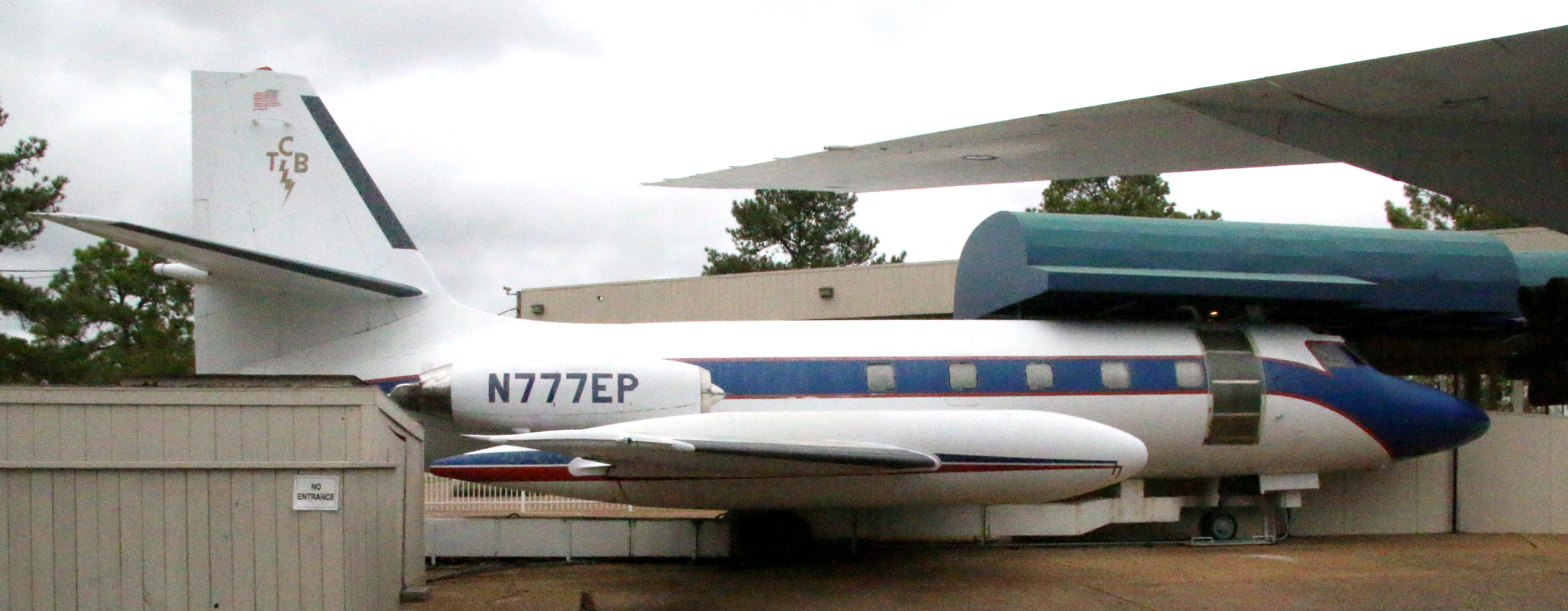

Les deux premiers avions Hound Dog I et II sont exposés en temps qu'avions-musées au musée Graceland de Memphis (Tennessee) depuis la disparition d'Elvis Presley en 1977. 